# Zovk
Zovk (in armeno Զովք?, fino al 1978 Kyulluja) è un comune dell'Armenia di 945 abitanti (2008) della provincia di Kotayk'.